# 65–68 Main Street (Port Charlotte)
Unter der Adresse 65–68 Main Street ist eine Reihe von vier Gebäuden in der schottischen Stadt Port Charlotte auf der Hebrideninsel Islay zu finden. Die Gebäude stehen auf der Westseite der Main Street im Stadtzentrum. 1971 wurden die Gebäude als Ensemble in die britischen Denkmallisten in der Kategorie B aufgenommen. Vereinzelt werden zur Spezifizierung der Gebäude auch die Hausnamen verwendet. Die sind im Süden beginnend: Mclelland (Nr. 65), Mcsween (Nr. 66), Fergusson (Nr. 67) und Beattie (Nr. 68).

## Beschreibung
Die vier Gebäude wurden in geschlossener Bauweise entlang der Main Street erbaut und nehmen die gesamte Straßenseite zwischen der School Street und der Einmündung der gegenüberliegenden Rhu im Süden ein. Sie stammen aus dem frühen 19. Jahrhundert. Ein genaueres Baudatum ist nicht überliefert, es liegt jedoch nahe, dass Walter Frederick Campbell, der Laird von Islay, sie um das Jahr 1830 erbauen ließ, als er die Siedlung Port Charlotte entwickelte. Die Gebäude sind in traditioneller Bauart nach ähnlichem Muster gebaut. Der Eingang befindet sich mittig in der Vorderfront und ist symmetrisch von fünf Fenstern umgeben. Auf dem Obergeschoss sitzt ein schiefergedecktes Satteldach auf. Eine Ausnahme bildet das Haus Nr. 68, das als Eckhaus an der School Street zu dieser um wenige Meter verlängert ist, wodurch die Symmetrie aufgehoben wird. Die Fassaden sind in der traditionellen Harling-Technik verputzt.